# Miss Paraguay
Miss Paraguay è un concorso di bellezza femminile che si tiene annualmente in Paraguay dal 1957. Il concorso selezionava le partecipanti per i concorsi internazionali come Miss Universo, Miss Mondo, Miss International e Miss Terra, sino al 2004, anno in cui è stato istituito il concorso Miss Universo Paraguay. Attualmente Miss Paraguay invia le proprie delegate soltanto ai concorsi Reinado Internacional del Café e Miss Globe International.

## Albo d'oro

### Miss Paraguay
| Anno | Miss Paraguay                                             |
| ---- | --------------------------------------------------------- |
| 1957 | Lucy Montanero                                            |
| 1958 | Graciela Scorza                                           |
| 1960 | Mercedes Ruggia                                           |
| 1961 | Maria Cristina Osnaghi                                    |
| 1962 | Corina Rollon                                             |
| 1963 | Amelia Benitez                                            |
| 1964 | Miriam Riart Brugada                                      |
| 1965 | Stella Castell                                            |
| 1966 | Mirtha Martinez                                           |
| 1967 | Maria Eugenia Torres                                      |
| 1970 | Teresa Mercedes Britez Sullow                             |
| 1971 | Marit Tomassone                                           |
| 1972 | Maria Stella Volpe Martinez                               |
| 1973 | Teresita Maria Cano                                       |
| 1974 | Maria Angela Zulema Medina Monjagata                      |
| 1975 | Susana Beatriz Vire Ferreira                              |
| 1976 | Nidia Fátima Cardenas                                     |
| 1977 | Maria Leticia Zarza Perriet                               |
| 1978 | Rosa Maria Duarte Melgarejo                               |
| 1979 | Patricia Lohman Berni                                     |
| 1980 | Martha Galli Romagnac                                     |
| 1981 | Maria Isabel Urizar Caras                                 |
| 1982 | Maris Stella Villalba Medoza                              |
| 1983 | Mercedes Bosch Cuarilla                                   |
| 1984 | Elena Ortiz Allegretti                                    |
| 1985 | Daisy Patricia Ferreira                                   |
| 1986 | Veronica Angulo Achinelli                                 |
| 1987 | Tammy Elizabeth Ortigoza Sonneborn                        |
| 1988 | Marta Noemi Acosta Granada                                |
| 1989 | Ana Victoria Schaerer Del Puerto                          |
| 1990 | Monica Plate Cano                                         |
| 1991 | Vivian Rosana Benitez Brizuela                            |
| 1992 | Pamela Zarza Enríquez                                     |
| 1993 | Carolina Barrios                                          |
| 1994 | Lilian Noemí González Mena                                |
| 1995 | Bettina Rosmary Barboza Caffarena                         |
| 1996 | Martha Lovera Parquét                                     |
| 1997 | Rossana Elizabeth Jiménez Pereira                         |
| 1998 | Luz Marina González Ruíz                                  |
| 1999 | Carmen Morínigo Machuca                                   |
| 2000 | Carolina Ramírez Franco                                   |
| 2001 | Gabriela Riquelme                                         |
| 2004 | Myrian Rodríguez                                          |
| 2005 | Liz Santacruz Amarilla                                    |
| 2009 | Viviana Benitez Duarte                                    |
| 2010 | Evelyn Catalina Jara Rojas (ritirata) Luz Adela Alejandro |
| 2011 | Clara Silvana Carrillo Gossen                             |
| 2012 | Mónica Mariani Pascualotto                                |
| 2013 | Noelia Fabiola Diaz Rodríguez                             |
| 2014 | Isabel Soloaga                                            |
| 2015 | Katri Villamayor Montiel                                  |

### Miss Universo Paraguay
La rappresentante paraguaiana per Miss Universo è stata selezionata sino al 2004 attraverso Miss Paraguay, ed in seguito attraverso l'apposito concorso Miss Universo Paraguay.
| Anno | Rappresentante                       | Piazzamento     | Premio                   |
| ---- | ------------------------------------ | --------------- | ------------------------ |
| 1957 | Lucy Montanaro                       |                 |                          |
| 1958 | Graciela Scorza                      |                 |                          |
| 1960 | Mercedes Ruggia                      |                 |                          |
| 1961 | Maria Cristina Osnaghi               |                 |                          |
| 1962 | Corina Rollon                        |                 |                          |
| 1963 | Amelia Benitez                       |                 |                          |
| 1964 | Miriam Riart Brugada                 | Top 15          |                          |
| 1965 | Stella Castell                       |                 |                          |
| 1966 | Mirtha Martinez                      |                 |                          |
| 1967 | Maria Eugenia Torres                 |                 |                          |
| 1970 | Teresa Mercedes Britez Sullow        |                 |                          |
| 1972 | Maria Stella Volpe Martinez          |                 |                          |
| 1973 | Teresita Maria Cano                  |                 |                          |
| 1974 | Maria Angela Zulema Medina Monjagata |                 |                          |
| 1975 | Susana Beatriz Vire Ferreira         |                 |                          |
| 1976 | Nidia Fátima Cardenas                |                 |                          |
| 1977 | Maria Leticia Zarza Perriet          |                 |                          |
| 1978 | Rosa Maria Duarte Melgarejo          |                 |                          |
| 1979 | Patricia Lohman Berni                |                 |                          |
| 1980 | Martha Galli Romagnac                |                 |                          |
| 1981 | Maria Isabel Urizar Jara             |                 | Miss Congeniality        |
| 1982 | Maris Stella Villalba Medoza         |                 |                          |
| 1983 | Mercedes Bosch Cuarilla              |                 |                          |
| 1984 | Elena Ortiz Allegretti               |                 |                          |
| 1985 | Beverly Ocampo Gadea                 |                 |                          |
| 1986 | Johana Kelner Toja                   |                 |                          |
| 1987 | Tammy Elizabeth Ortigoza Sonneborn   |                 |                          |
| 1988 | Marta Noemi Acosta Granada           |                 |                          |
| 1989 | Ana Victoria Schaerer Del Puerto     |                 |                          |
| 1990 | Monica Plate Cano                    |                 |                          |
| 1991 | Vivian Rosana Benitez Brizuela       | Top 10          |                          |
| 1992 | Pamela Zarza Enríquez                |                 | Best Traditional Costume |
| 1993 | Carolina Barrios                     |                 |                          |
| 1994 | Lilian Noemí González Mena           |                 |                          |
| 1995 | Bettina Rosmary Barboza Caffetena    |                 |                          |
| 1996 | Martha Lovera Parquét                |                 |                          |
| 1997 | Rossana Elizabeth Jiménez Pereira    |                 |                          |
| 1998 | Luz Marina González Ruíz             |                 |                          |
| 1999 | Carmen Morínigo Machuca              |                 |                          |
| 2000 | Carolina Ramírez Franco              |                 |                          |
| 2001 | Rosmary Benítez                      |                 |                          |
| 2004 | Yanina González                      | 4ª classificata |                          |
| 2005 | Karina Buttner                       |                 |                          |
| 2006 | Lourdes Arévalos                     | 4ª classificata |                          |
| 2007 | María José Maldonado                 |                 |                          |
| 2008 | Gianinna Rufinelli                   |                 |                          |
| 2009 | Mareike Baumgarten                   |                 |                          |
| 2010 | Yohana Benítez                       |                 |                          |
| 2011 | Alba Riquelme                        |                 |                          |
| 2012 | Egni Eckert                          |                 |                          |
| 2013 | Guadalupe González                   |                 |                          |